# Grootsporige paarse knoopzwam
De grootsporige paarse knoopzwam (Ascocoryne cylichnium) is een schimmel die behoort tot de familie Gelatinodiscaceae. Hij leeft saprotroof op diverse soorten loofhout, vooral Berk (Betula) en Fagus. Hij komt vooral voor in loofbossen op relatief voedselrijk zand.

## Kenmerken
De grootsporige paarse knoopzwam vormt top- tot komvormige apothecia die een geleiachtige consistentie hebben en paars tot bleek vleesrood van kleur zijn. Ze bereiken een diameter van 5 tot 20 mm. Ze zijn duidelijk gesteeld en groeien vaak in trossen bij elkaar.
De cilindrische tot afgeknotte asci zijn 140 tot 190 × 4,5 tot 6,5 µm groot. De ascosporen die het bevat zijn gerangschikt in twee rijen. De sporen zelf zijn hyaliene, lang sikkelvormig, glad en 10–18 × 3–5 μm groot. Ze hebben vijf tot zeven septa. Secundaire sporen, die klein en ovaalvormig zijn, worden vaak aan de zijkanten afgeknepen. De parafysen zijn draadvormig, onvertakt en nodulair bovenaan verdikt.

## Habitat
Deze soort groeit overwegend saprobisch, meestal in groepen op dood loofhout, bij voorkeur op met mos bedekte stronken, meestal beuken. Het komt alleen voor in de herfst en milde winters, soms zelfs in het vroege voorjaar. 

## Verspreiding
Deze knoopzwam heeft een zeer brede verspreiding in Europa, van Noord-Spanje tot Noord-Scandinavië en IJsland. In Noord-Amerika komt hij voor van de Grote Meren tot aan de St. Lawrence-rivier. De soort komt echter ook voor in Nieuw-Zeeland en Japan. Hij komt vrij veel voor in Midden-Europa. In Nederland komt hij algemeen voor. Hij staat niet op de rode lijst en is niet bedreigd.

## Taxonomie
De grootsporige paarse knoopzwam werd voor het eerst beschreven in 1853 door Edmond Tulasne als Peziza cylichnium. Richard Paul Korf beschreef de soort in 1971 onder de huidige naam Ascocoryne cylichnium.